# Grandlstraße 68

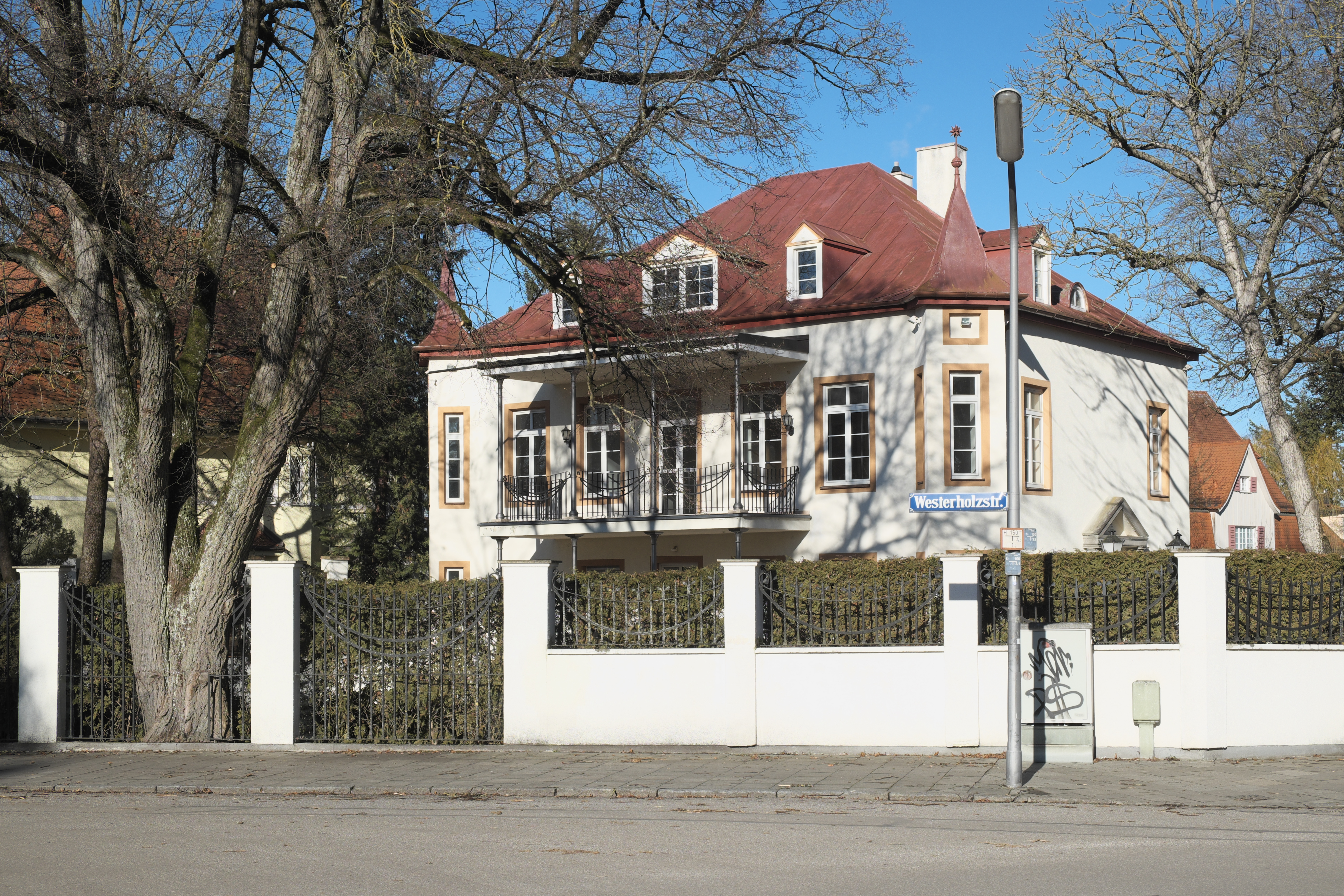
Haus Grandlstraße 68 in München

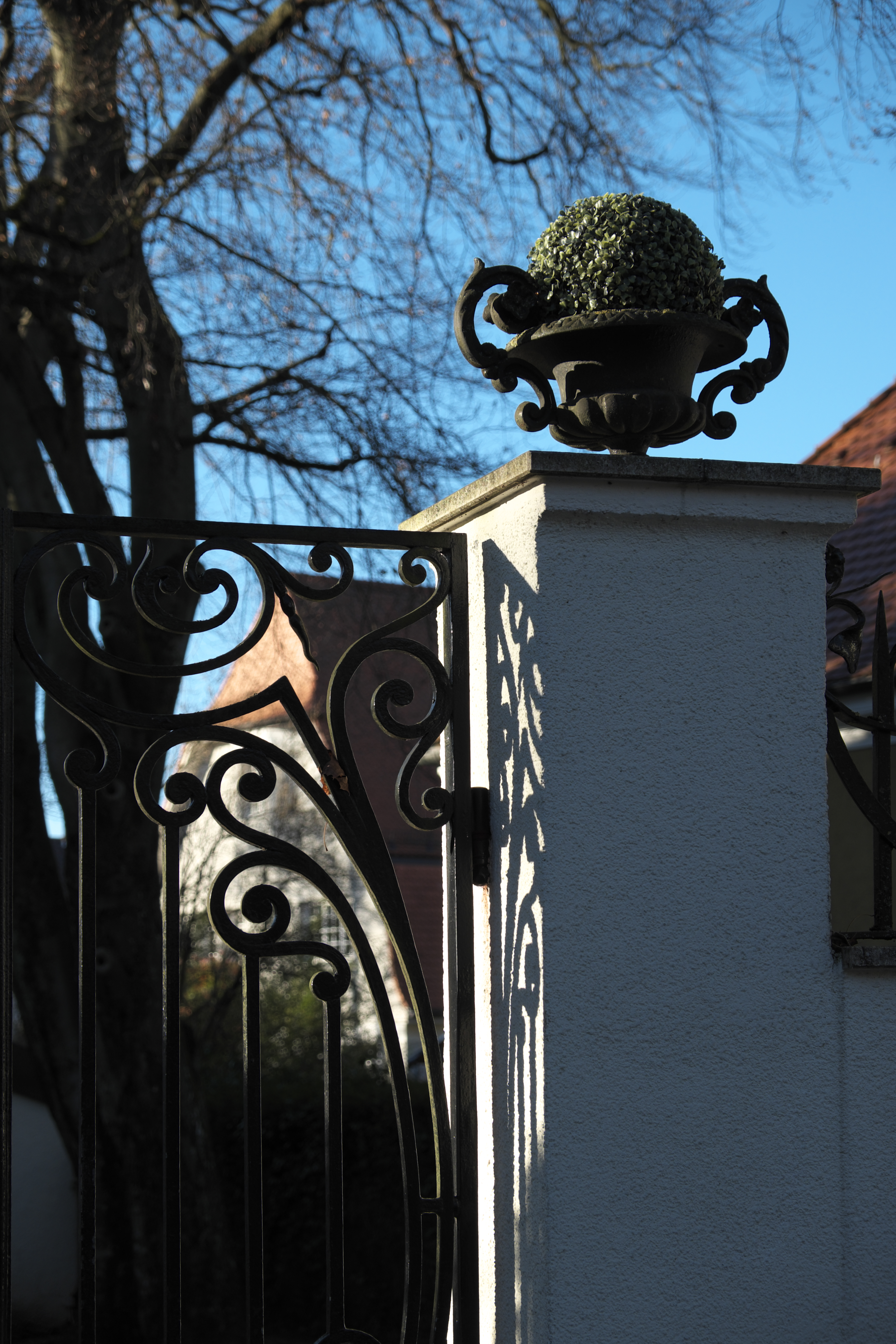
Eingang zum Grundstück

Das Gebäude Grandlstraße 68 im Stadtteil Obermenzing der bayerischen Landeshauptstadt München wurde von 1895 bis 1900 errichtet. Das Wohnhaus im Landhausstil ist als geschütztes Baudenkmal als Einzelbaudenkmal in die Bayerische Denkmalliste eingetragen.
Das Gebäude mit Ecktürmchen gehörte anfänglich zur Marsopstraße der Villenkolonie Pasing I. 
Der Walmdachbau besaß ursprünglich einen hölzernen Mittelbalkon, der bei der Renovierung im Jahr 1997 durch eine Eisenkonstruktion ersetzt wurde. Bei dieser Renovierung wurde auch das Hausinnere verändert.